# Erythrolamprus vitti
Erythrolamprus vitti – gatunek niejadowitego węża z rodziny połozowatych (Colubridae). Występuje w północno-zachodniej części Ameryki Południowej w zachodnich Andach, w północnym Ekwadorze i sąsiadujących z nim przygranicznych terenach Kolumbii. Prowadzi dzienny, naziemny tryb życia.

## Systematyka
Takson ten po raz pierwszy zgodnie z zasadami nazewnictwa binominalnego opisał w 2000 roku amerykański zoolog James R. Dixon w pracy Ecuadorian, Peruvian, and Bolivian snakes of the Liophis taeniurus complex with descriptions of two new species opublikowanej na łamach „Copeia”. Autor nadał wężowi nazwę Liophis vitti, a jako miejsce typowe wskazał Maldonado w prowincji Carchi w Ekwadorze. Holotyp KU 179506 to dorosły samiec o długości 496 mm, który został odłowiony 31 maja 1977 roku przez J.D. Lyncha (0°54′N 78°06′W/0,900000 -78,100000, wysokość 1410 m n.p.m.). W 2012 roku w wyniku badań filogenetycznych Grazziotin ze współpracownikami stwierdzili, że gatunek ten należy do rodzaju Erythrolamprus. Nie wyróżnia się podgatunków.

### Etymologia
- Erythrolamprus: gr. ερυθρος eruthros „czerwony”[9]; λαμπρος lampros „błyszczący, świecący, lśniący”[10].
- vitti: Laurie J. Vitt – amerykański herpetolog[4].

## Morfologia
Jest to niewielki wąż o krótkiej, czarno-czerwono-białej głowie, która jest tylko niewiele szersza od szyi, o dużych oczach z ciemnobrązowymi źrenicami. Grzbiet i ogon czerwony z charakterystycznym czarnym wzorem plam w przedniej części, które w tylnej przechodzą w podłużne linie. Spód ciała od jasnoszarego lub jasnożółtego do łupkowo-niebieskiego. Niektóre młode osobniki nie mają charakterystycznego czerwonego ubarwienia na grzbiecie i mogą być mylone z młodymi innych gatunków: Mastigodryas pulchriceps, sipo górski (Chironius monticola) i Dipsas ellipsifera.
Wymiary:
|                          | Samiec   | Samica   |
| Długość całkowita (mm)   | 496      | 627      |
| Długość SVL (mm)         | 381      | 451      |
| Długość TL (mm)          | 115      | 176      |
| Łuski grzbietowe (rzędy) | 17–17–15 | 17–17–15 |
| Tarczki brzuszne         | 155–159  | 155–159  |
| Tarczki podogonowe       | 59–66    | 59–66    |

## Występowanie
Erythrolamprus vitti występuje na niewielkim obszarze w północno-zachodniej części Ameryki Południowej w zachodnich Andach, w północnym Ekwadorze i sąsiadujących z nim przygranicznych terenach Kolumbii, na wysokościach od 855 m n.p.m. do około 2390 m n.p.m. W Ekwadorze odnotowano go w prowincjach Carchi i Imbabura.

## Ekologia i zachowanie
Gatunek ten występuje głównie w tropikalnych lasach górskich i podgórskich. Prowadzi dzienny, lądowy tryb życia. Żywi się głównie płazami bezogonowymi i jaszczurkami; stwierdzono też przypadki zjadania przedstawicieli własnego gatunku. Jaja są składane pod skałami.

## Status
W Czerwonej księdze gatunków zagrożonych IUCN Erythrolamprus vitti jest klasyfikowany jako gatunek niedostatecznie rozpoznany (DD, ang. Data Deficient). Liczebność populacji ani jej trend nie zostały określone.